# كنجي تيرادا
كنجي تيرادا باليابانية (寺田 憲史 نيرادا كنجي) بالإنجليزية (Kenji Terada) ولد عام 1952 وهو مؤلف نصوص ياباني، مخرج أنمي، منظم سلسلة، كاتب روايات وكاتب سيناريو. وعرفَ بكتابة ثلاثة ألعاب الأولية لفاينل فانتي، وبات مان: دارك تومورو، والمنظم الرئيسي سلسلة وكاتب السيناريو لسلسلة كيماغوري أوريجن رود.

## الألعاب
- فاينل فانتسي (كاتب السيناريو) مع أكيتوشي كوازو
- فاينل فانتسي 2 (كاتب السيناريو) مع أكيتوشي كوازو
- فاينل فانتسي 3 (كاتب السيناريو)
- بات مان: دارك تومورو (كاتب)
- دارك ويزارد (كاتب السيناريو)

## وصلات خارجية
- كنجي تيرادا على موقع IMDb (الإنجليزية)
- كنجي تيرادا على موقع قاعدة بيانات الفيلم (الإنجليزية)
- كنجي تيرادا على موقع ANN person (الإنجليزية)

- MobyGames
- Anime News Network